# Meuterei in Vellore
Die Meuterei in Vellore am 9./10. Juni 1806 war ein Aufstand indischer Sepoy gegen ihre britischen Oberbefehlshaber. Er gilt als eine der größten Meutereien vor dem Indischen Aufstand von 1857.
Die im Süden Indiens gelegene Stadt Vellore gehörte mit ihrer Garnison der Präsidentschaft Madras an. Indische Sepoys, die in den Truppen der Britischen Ostindien-Kompanie Dienst taten, durften bis zu diesem Zeitpunkt eine Uniform tragen, die indischer Kleidung weitgehend entsprachen. 1806 sollte dies geändert werden. Sie sollten auf ihren Stirnpunkt und ihren traditionellen Schmuck verzichten und eine Uniform tragen, die stärker an europäische angelehnt war. Die Turbane sollten durch Hüte mit ledernen Kokarden ersetzt werden. Das Tragen solcher Bestandteile verstieß gegen die Gebote des hinduistischen Glaubens. Muslimische Sepoys sollten auf der anderen Seite ihre Bärte und Haupthaar in europäischer Manier scheren. Der Befehl war der Auslöser für die Meuterei der indischen Sepoys, bei dem 129 Europäer und loyal gebliebene Sepoys erschossen wurden. Die Meuterer übernahmen größtenteils die Kontrolle über das Fort von Vellore. In einem Teil davon konnten sich jedoch Reste der britischen Garnison behaupten. Zum Teil hatten die Meuterer wohl gehofft, dass sich die Söhne Tipu Sultans, die sich im Fort befanden, der Meuterei anschließen würden, und damit einen größeren Aufstand bewirken würden, was aber nicht geschah.
Den Briten gelang es, der 18 Meilen entfernten Nachbargarnision in Arcot eine Nachricht von der Meuterei zukommen zu lassen. Die dortige Dragonereinheit machte sich unter dem Befehl von Colonel Gillespie in einem Eilritt Richtung Vellore auf, um die Meuterei zu unterdrücken. Es gelang den Dragonern, in das weitgehend von den Rebellen beherrschte Fort einzudringen, wo sie rücksichtslos gegen die Meuterer vorgingen. Anschließend fanden summarische Exekutionen statt.
Die genaue Zahl der Toten ist nicht sicher belegt. Es handelte sich um einige Hundert. 
Die Veränderung der Uniform wurde nach dem Ereignis rückgängig gemacht.